# مستقبل شبيه بالتول
مستقبل شبيه بالتول (بالإنجليزية: Toll-like Receptor)‏ هي تراكيب بروتينية تنتمي إلى المناعة الطبيعية، تقوم هذه المستقبلات بالتعرف على اجزاء معينة تسمى الأنماط الجزيئية المصاحبة لمسبب المرض (Pathogen Associated Molecular Patterns =PAMPs) في مولد الضد والتي لا توجد غالبا على الغشاء الخلوي للخلية البشرية.
هناك العديد من من TLR ويرمز لها بارقام مثل TLR1, TLR2 وهكذا، ولكل واحد منها تركيب معين إلا أنها تشترك جميعا في كونها تتكون من جزئين، أحداهما مثبت على الغشاء الخلوي والآخر يبرز إلى الخارج.

## الفصيلة
مستقبلات شبيهه بالتول هي نوع من مستقبلات التعرف على الأنماط والتعرف على الجزيئات التي يتم مشاركتها على نطاق واسع من قبل مسببات الأمراض ولكن يمكن تمييزها من جزيئات العائل، يشار إليها مجتمعة ب أنماط الجزيئية المرتبطة بالممرض مستقبلات شبيهه بالتول (PAMPs). جنبا إلى جنب مع مستقبلات انترلوكين 1 تشكيل الفصيلة مستقبل، والمعروفة باسم «انترلوكين 1 مستقبلات مثل عدد مستقبلات الفصيلة».
توجد ثلاث مجموعات فرعية من مستقبلات شبيهه بالتول، البروتينات مع مجالات فرعية TlR1 هي مستقبلات المحفزة التي تنتجها الضامة، وحيدات، والخلايا الجذعية وجميعها خارج الخلية المجالات المناعي. (IG) البروتينات مع مجالات فرعية TIR2 وهي الكلاسيكية لربط مباشر أو غير مباشر إلى جزيئات من أصل الميكروبي. وهناك مجموعة فرعية الثالثة TlR3 تتكون من البروتينات التي هي حصرا عصاري خلوي وتتوسط بين البروتينات من المجموعات الفرعية 1 و2.

## الوظيفة
عند دخول أي كائن مجهري إلى الجسم فاإن الأجسام المضادة (Ig-M) تتعرف على أجزاء معينة (Lipopolysaccharids= LP) من هذا الكائن وليكن بكتيريا مثلا، هذا الاِرتباط يوًدي بدوره إلى تنشيط النظام المتمم (complement system) وتكون نتيجة هذا التنشيط ان يتحول كلا من C3وC5 إلى C3aوC3a.C5aوC5a لديها القدرة على جذب الخلايا البلعمية والخلايا المتعادلة اِلى مكان تواجد البكتيريا. بعد تعرف ال TLRs على PAMPs ترسل اِشارة إلى اِلى داخل الخلية وهناك يتم استنساخ بروتينات لها علاقة ببلعمة الكائنات المجهرية.
مستقبل شبيه بالتول تعتبر هدفا لكثير من الادوية منها:Imiquimod وHeplisav وغيرها.
قدرة الجهاز المناعي على التعرف على الجزيئات التي يتم مشاركتها على نطاق واسع عن طريق الجراثيم، وذلك بسبب وجود مستقبلات المناعة وتسمى مستقبلات شبيهه بالتول التي يتم التعبير عنهايتلك الموجودة على أغشية كرات الدم البيضاء بما في ذلك الخلايا الجذعية، الخلايا الضامة، القاتل الطبيعي للخلايا، خلايا المناعة التكييفية (الخلايا الليمفاوية (B,T) والخلايا المناعية (الخلايا الظاهرية والباطنية، والخلايا اللمفية)

## آلية عمل مستقبلات شبيهة بالتول
عدد قليل من مستقبلات شبيهة بالتول يمكن لها الكشف عن مجموعة واسعة من مسببات الأمراض البشرية، فضلا عن مجموعة متنوعة من الجزيئات الأخرى التي تشير إلى تلف الأنسجة، من خلال عملية تسمى التعرف على الأنماط. هذه المستقبلات تبدأ بسلاحين من الاستجابة المناعية - الردود الفطرية والتكيفية - التي تعمل معا لمكافحة العدوى في الثدييات. الاستجابة الفطرية يوفر حماية فورية. ومع ذلك، الاستجابة غير محددة في وضع للهجوم على مسببات الأمراض، مما يؤدي إلى تلف الأنسجة السليمة إذا كانت الاستجابة المناعية الفطرية تستغرق وقتا طويلا. من ناحية أخرى، إفراز الأجسام المضادة يولد خلايا B وخلايا تائية سامة تكون محددة وفعالة في استهداف الممرض.
لسوء الحظ، هذه العملية تستغرق وقتا أطول للتطوير من الاستجابة الفطرية.
لأن مستقبلات شبيهه بالتول وظيفتها كأول المستجيبين لإشارات الخطر، فهي كبير مركزيا في الجهود البحثية لمكافحة الأمراض المعدية والتهابات. استراتيجيات جديدة لمعالجة الاستجابات المناعية تعتمد على فهم بيولوجيا الخلايا مستقبلات تول مثل، بما في ذلك هيكلها، توطين الخلية، مسارات نقل الإشارة، وأنماط التعبير.

## الأشارات
مستقبلات شبيهه التول (TLRs) للتعرف على أنماط جزيئية متميزة مرتبطة بالمرض، وتلعب دورا حاسما في الاستجابات المناعية الفطرية. يشاركون في خط الدفاع الأول ضد الجراثيم الغازية، وتلعب دورا هاما في الالتهاب، وتنظيم الخلايا المناعية، البقاء على قيد الحياة، وانتشار الأسلحة النووية. حتى الآن، تم التعرف على 11 من أعضاء الأسرة TLR))، التي تقع TLR1، TLR2، TLR4، TLR5، TLR6، وTLR11 على سطح الخلية وTLR3، TLR7، TLR8، وTLR9 تكون موجودة بحجرات الاندوسومات والليزوزومية 
ويعتقد أن مستقبلات شبيهه بالتول يعمل مثل الديمير في أداء وظيفته. رغم أن معظم مستقبلات شبيهه بالتول تظهر لتعمل كما مثل ديميرات غير متجانسة، TLR2 يشكل ديميرات غير متجانسة مع TLR1 أو TLR6، كل ديمير له خصوصية ربط مختلفة. مستقبلات شبيهه بالتول قد تعتمد أيضا على غيرها من مستقبلات للحساسية بربط كاملة، كما هو الحال في حالة التعرف على TLR4 من LPS، الأمر الذي يتطلب. MD-2 ومن المعروف CD14 وLPS-ربط البروتين (LBP) لتسهيل تقديم LPS إلى. MD-2.
هناك مجموعة من المستقبلات الشبيهة بالتول تضم TLR3، TLR7، TLR8 وTLR9 تتعرف على الحمض النووي المستمد من الفيروسات وكذلك الأحماض النووية الذاتية في سياق الأحداث المسببة للأمراض. تفعيل هذه المستقبلات يؤدي إلى إنتاج السيتوكينات الالتهابية وكذلك إنترفيرون (وهو نوع مضاد للفيروسات) للمساعدة في مكافحة العدوى الفيروسية.
وبالإضافة إلى ذلك، تم استخدام طفرات سلالة جرثومية عشوائية مع ENU لفك مسارات إشارات مستقبلات شبيهة بالتول عند تفعيلها. مستقبلات شبيهه بالتول تحوي جزيئات محول داخل سيتوبلازم الخلايا من أجل نشر الإشارة. ومن المعروف أن أربعة جزيئات محول للمشاركة في الإشارة. وتعرف هذه البروتينات كما MyD88, Tirap (also called Mal), Trip, and Tram (TRIF-related adaptor molecule)
ينقسم مستقبلات شبيهة بالتول إشارة إلى اثنين من مسارات إشارات واضحة، والتي تعتمد على MyD88 والتي تعتمد على المسارTRIF.